# وایکینگ (فیلم ۱۹۳۱)
«وایکینگ» (انگلیسی: The Viking (1931 film)) فیلمی در ژانر ماجرایی به کارگردانی جورج ملفورد است که در سال ۱۹۳۱ منتشر شد.